# 穆萊·阿布德拉赫王子體育場

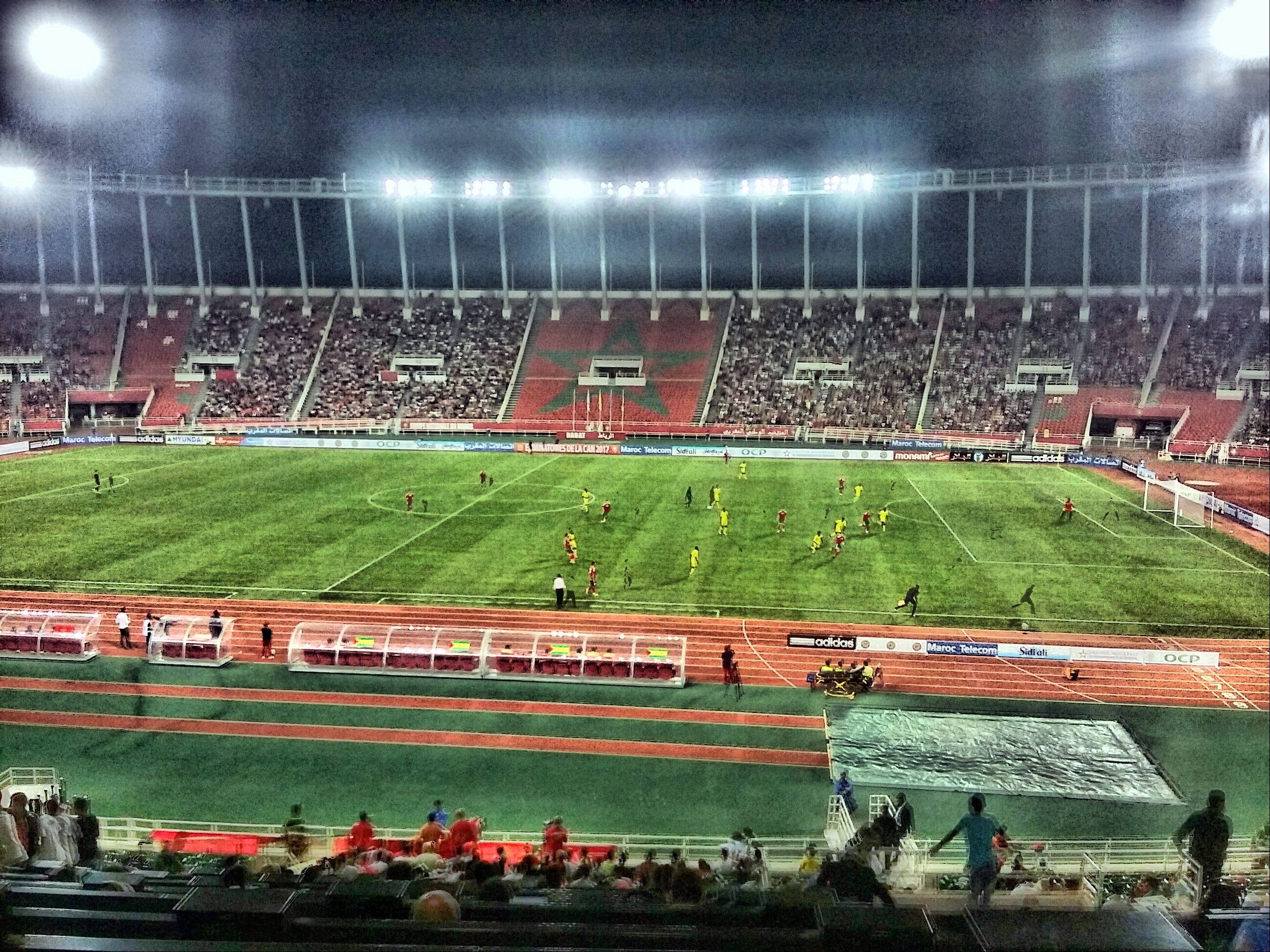
運動場內部

穆萊·阿布德拉赫王子體育場（阿拉伯语：‎）是一座位於摩洛哥拉巴特的多用途運動場。
運動場興建於1983年，以穆萊·阿布德拉赫王子命名，主要用作舉行足球賽事，也能舉行田徑活動。當地足球會皇家武裝部隊體育會以運動場作為球隊主場。

## 國際性賽事
運動場曾舉行以下賽事：
- 1988年非洲國家盃
- 2014年国际足联俱乐部世界杯
- 2019年非洲運動會
- 2019年至2020年非洲聯盟盃（英语：2019–20_CAF_Confederation_Cup）決賽[4][5]
- 2019年至2020年阿拉伯球會冠軍盃（英语：2019–20_Arab_Club_Champions_Cup）決賽[6][7]
- 2022年非洲女子國家盃（英语：2022_Women%27s_Africa_Cup_of_Nations）決賽[8][9]
- 2022年非洲超級盃（英语：2022_CAF_Super_Cup）[10][11]
- 2022年非洲女子聯賽冠軍盃（英语：2022_CAF_Women%27s_Champions_League）決賽[12][13]
- 2022年國際足協世界冠軍球會盃
- 2023年非洲U-23國家盃決賽[14][15]

## 外部連結
- Photos at fussballtempel.net
- Photos of Stadiums in Morocco （页面存档备份，存于） at cafe.daum.net/stade （页面存档备份，存于）